# Here You Come Again (sång)
"Here You Come Again" var en singel släppt i september 1977 av Dolly Parton, som toppade USA:s countrysingellista; och nådde tredje plats på Billboard Hot 100, och den blev Dolly Partons tredje hit på såväl pop- som countrylistor.  Sången, en midtempo pop/countrylåt, är ett exempel på en hitlåt av Dolly Parton hon inte skrivit själv, den skrevs av låtskrivarparet Barry Mann och Cynthia Weil). Den var titelspår på Dolly Partons album Here You Come Again 1977, och en av hennes hits på såväl pop- som countrylistor i slutet av 1970-talet.
Inspelningen gav Parton en utmärkelse för bästa kvinnliga sånginsats inom countrymusik på Grammygalan för 1979.
Millie Jackson spelade 1978 in en cover på sången på albumet Get It Out'cha System.
Kikki Danielsson spelade in en cover på sången på sitt album Just Like a Woman 1981, med text skriven av henne själv på svenska som Här är jag igen. Det var ett av få tillfällen då sångerskan Kikki Danielsson själv varit verksam inom låtskrivandet.
2006 spelade Clay Aiken in en cover på sången på sitt album A Thousand Different Ways.
I American Idol framförde Carly Smithson under 2007 en nedtonad version av låten.
2009 spelade Jill Johnson in låten på coveralbumet Music Row II.

## Listplaceringar
| Lista (1977)                                        | Topplacering |
| --------------------------------------------------- | ------------ |
| Amerikanska Billboard Hot Country Singles           | 1            |
| Amerikanska Billboard Hot 100                       | 3            |
| Amerikanska Billboard Hot Adult Contemporary Tracks | 2            |
| Kanadensiska RPM Country Tracks                     | 1            |
| Kanadensiska RPM Top Singles                        | 7            |
| Kanadensiska RPM Adult Contemporary Tracks          | 1            |
| Brittiska singellistan                              | 75           |